# Фаріон (прізвище)
Фаріон — польське та українське прізвище.
Згідно зі словником Грінченка, за Шухевичем, у гуцулів слово «фаріо́н» означало «інтриґан».
У грецькій мові «фаріон» (від грец. φάριο — «ліхтар», «маяк») — це головний убір, частина грецького національного костюму.
Прізвище Фаріон (або Фарйон) зустрічається у церковних метриках кінця XVIII сторіччя села Соколя (нині Яворівського району Львівської області). Поблизу цього села знаходиться хутір Фаріони, який, можливо, отримав назву від прізвища його мешканців, що сталося не пізніше XVII сторіччя. У більш ранніх документах на теренах, заселених українцями, прізвище Фаріон не зустрічається. Станом на квітень 2023 року в Україні зареєстровано 801 носій.

## Персоналії
- Андрій Фаріон (1837, Ридодуби — 6 червня 1918, Сіфтон, Канада) — громадський діяч, батько Теодора Фаріона.
- Анна Фаріон (23 березня 1870, Ридодуби — 16 липня 1931, Сіфтон, Канада) — канадська громадська діячка, дружина Теодора Фаріона.
- Іван Фаріон (1870, Ридодуби — 3 лютого 1946, Скаро[en], Альберта)[4].
- Фаріон Ірина Дмитрівна (1964—2024) — українська мовознавиця, політична і громадська діячка, член політради ВО «Свобода», народний депутат України VII скликання, голова підкомітету з питань вищої освіти Комітету Верховної Ради України з питань науки і освіти, доктор філологічних наук, професор НУ «Львівська політехніка».
- Марко Фаріон (* 1962) — бандурист, оперний співак і стоматолог.
- Марта Фаріон (нар. 1947, Рим) — американська юристка українського походження, президентка Києво-Могилянської фундації США.
- Станіслав Фаріон (1950 — 16 травня 2023, Любачів) — польський археолог, про долю якого знято документальний фільм Wypalony[pl] (2007, 27'), який отримав польські нагороди та міжнародну відзнаку.
- Теодор Фаріон (1868, Ридодуби — 21 грудня 1941, Сіфтон, Канада) — підприємець у Канаді.[5]